# The Rolling Stones 3rd European Tour 1965
Czternasta trasa koncertowa w historii zespołu The Rolling Stones (siódma w 1965 roku z dziesięciu odbytych).

## The Rolling Stones
- Mick Jagger – wokal prowadzący, harmonijka
- Keith Richards – gitara, wokal wspierający
- Brian Jones – gitara, harmonijka, wokal wspierający
- Bill Wyman – gitara basowa, wokal wspierający
- Charlie Watts – perkusja, instrumenty perkusyjne

## Lista koncertów
| Data                       | Miasto    | Kraj      | Miejsce                  |
| -------------------------- | --------- | --------- | ------------------------ |
| 15 czerwca 1965 2 koncerty | Glasgow   | Szkocja   | Odeon Theatre            |
| 16 czerwca 1965 2 koncerty | Edynburg  | Szkocja   | Usher Hall               |
| 17 czerwca 1965 2 koncerty | Aberdeen  | Szkocja   | Capitol Theatre          |
| 18 czerwca 1965 2 koncerty | Dundee    | Szkocja   | Caird Hall               |
| 24 czerwca 1965 2 koncerty | Oslo      | Norwegia  | Messehallen              |
| 25 czerwca 1965            | Pori      | Finlandia | Yyteri                   |
| 26 czerwca 1965 2 koncerty | Kopenhaga | Dania     | Falkoner Centret, A Hall |
| 29 czerwca 1965 2 koncerty | Malmö     | Szwecja   | Baltiska Hallen          |